# Sitapur
Sitapur è una suddivisione dell'India, classificata come municipal board, di 151 827 abitanti, capoluogo del distretto di Sitapur, nello stato federato dell'Uttar Pradesh. In base al numero di abitanti la città rientra nella classe I (da 100 000 persone in su).

## Geografia fisica
La città è situata a 27° 34' 0 N e 80° 40' 60 E e ha un'altitudine di 137 m s.l.m..

## Società

### Evoluzione demografica
Al censimento del 2001 la popolazione di Sitapur assommava a 151 827 persone, delle quali 79 682 maschi e 72 145 femmine. I bambini di età inferiore o uguale ai sei anni assommavano a 17 946, dei quali 9 706 maschi e 8 240 femmine. Infine, coloro che erano in grado di saper almeno leggere e scrivere erano 102 838, dei quali 57 574 maschi e 45 264 femmine.